# Wilhelm Gundel
Wilhelm Karl Otto Gundel (* 26. August 1880 in Straßburg; † 5. Mai 1945 in Gießen) war ein deutscher Klassischer Philologe.
Wilhelm Gundels Familie stammte aus dem Gebiet um Rothenburg ob der Tauber. Sein Vater wurde 1885 als Oberpostsekretär nach Mainz versetzt. Im Jahr 1899 legte Gundel das Abitur in Mainz ab. Er studierte in Heidelberg und Gießen Klassische Philologie und Germanistik. Während seines Studiums wurde er 1900 Mitglied der Burschenschaft Alemannia Gießen. 1904 bestand er das Staatsexamen für das höhere Lehramt. Im selben Jahr wurde er Assistent des klassisch-philologischen Seminars der Universität Gießen. 1906 wurde er dort mit der Arbeit De stellarum appellatione et religione Romana promoviert. Ab 1906 war er als Lehrer am Landgraf-Ludwigs-Gymnasium für alte Sprachen und Deutsch tätig, 1908 wurde er dort Oberlehrer. 1914 erfolgte an der Universität Gießen für das Fach Klassische Philologie die Habilitation mit der Arbeit Beiträge zur Entwickelungsgeschichte der Begriffe Ananke und Heimarmene. 1916 kam er an die Westfront, wo er im August 1917 schwer verwundet wurde.
Von 1919 bis 1924 war Gundel als Lehrer tätig und bis 1933 für längere Forschungsaufenthalte immer wieder beurlaubt, bevor er 1934 als Oberstudienrat den Schuldienst endgültig verließ und in den Ruhestand versetzt wurde. Parallel dazu nahm er ab 1919 an der Universität Gießen eine akademische Lehrtätigkeit wahr. Er wurde 1920 außeretatmäßiger außerordentlicher Professor. Für das Wintersemester 1933/34 wurde er vorübergehend mit einem Vorlesungsverbot belegt. 1939 wurde er zum außerplanmäßigen Professor ernannt. Der Antrag der Fakultät, ihn zum Honorarprofessor zu ernennen, wurde jedoch 1943 von der Landesregierung nicht weitergeleitet. In dieser Zeit vertrat Gundel den erkrankten Andreas Thierfelder.
Seine Arbeiten in seinem Spezialgebiet, der Geschichte der antiken Sternkunde und Astronomie und ihres Nachwirkens in Mittelalter und Neuzeit, fanden hohe Anerkennung in der Fachwelt. In diesem Gebiet nahm Gundel nach dem Tod Franz Bolls neben Franz Cumont, Albert Rehm, Viktor Stegemann und Aby Warburg eine führende Stellung ein. Er ist der Verfasser zahlreicher astronomischer und astrologischer Artikel in Paulys Realencyclopädie der classischen Altertumswissenschaft, besonders zu einzelnen Sternbildern und ihren Mythen.
Sein Sohn war der Althistoriker Hans Georg Gundel.

## Schriften
- De stellarum appellatione et religione Romana (= Religionsgeschichtliche Versuche und Vorarbeiten. Band 3, Heft 2). Töpelmann, Gießen 1907.
- Beiträge zur Entwickelungsgeschichte der Begriffe Ananke und Heimarmene. Brühl, Gießen 1914.
- Sterne und Sternbilder im Glauben des Altertums und der Neuzeit. Schroeder, Bonn 1922 (Digitalisat). Nachdruck der Ausgabe: Olms, Hildesheim 1981, ISBN 3-487-07017-0.
- Dekane und Dekansternbilder. Ein Beitrag zur Geschichte der Sternbilder der Kulturvölker. Mit einer Untersuchung über die ägyptischen Sternbilder und Gottheiten der Dekane von S. Schott (= Studien der Bibliothek Warburg. Band 19). Augustin, Hamburg u. a. 1936 (2., durchgesehene Auflage London/Darmstadt 1969 mit einem Anhang von Hans Georg Gundel).
- Neue astrologische Texte des Hermes Trismegistos. Funde und Forschungen auf dem Gebiet der antiken Astronomie und Astrologie (= Abhandlungen der Bayerischen Akademie der Wissenschaften. Philosophisch-historische Abteilung. Neue Folge, Heft 12). Bayerische Akademie der Wissenschaften, München 1936; Nachdruck: Gerstenberg, Hildesheim 1978.
- mit Hans Georg Gundel: Astrologumena. Die astrologische Literatur in der Antike und ihre Geschichte (= Sudhoffs Archiv. Beiheft 6). Steiner, Wiesbaden 1966, ISBN 3-515-00290-1.